# Ascites
Ascites, förr bukvattusot, är ett patologiskt tillstånd med vätskeansamlingar (så kallad ascitesvätska) i bukhålan.
Om ascitesvätskan har låg proteinhalt är den ofta orsakad av portal hypertension eller skrumplever. Om den har hög proteinhalt beror det oftast på inflammation eller tumör. Portal hypertension, sänkt albuminproduktion i levern och sekundär aldosteronism kan alla ge upphov till ascites. Kylös ascites innebär att tarmlymfa finns i bukhålan, och kan förekomma med eller utan infektion.
CT av buk kan påvisa vätska i buken, medan ultraljud av buk kan både påvisa och ibland även mäta vätska i buken.
Spironolakton, ett urindrivande, men kaliumsparande medel, ges ofta. Samtidigt är det viktigt att minska saltintaget.
Vid svårare fall tappar man var tionde dag buken på ungefär fem liter vätska.
Och vid extrema fall lägger man in ett så kallat pleurx-drän, som man själv kan tappa när man känner att det blir för mycket.
Ascites är framförallt en riskfaktor för bukhinneinflammation (peritonit).